# Lodewijk II van Thüringen
Lodewijk II van Thüringen bijgenaamd Lodewijk de IJzere (circa 1128 - Freyburg, 14 oktober 1172) was van 1140 tot 1172 landgraaf van Thüringen.

## Levensloop
Hij was de oudste zoon van Lodewijk I van Thüringen, vanaf 1131 landgraaf van Thüringen, en Hedwig van Gudensberg. Na de dood van zijn vader werd Lodewijk in 1140 door Koenraad III van het Heilig Roomse Rijk benoemd tot de nieuwe landgraaf van Thüringen. De familie van Lodewijk en de Hohenstaufen had een goede band en Lodewijk werd uitgehuwelijkt aan Judith van Hohenstaufen, een nicht van Koenraad III en een halfzus van de latere keizer Frederik I Barbarossa. Tot aan de dood van Koenraad III in 1152 bracht Lodewijk de meeste tijd door aan het koninklijk hof en onderhield er contacten met de aartsbisschop van Mainz en de bisschop van Merseburg. In 1150 huwde hij met Judith en samen kregen ze vijf kinderen:
- Lodewijk III (1151-1190)
- Herman I (1155-1217)
- Hendrik Raspe III, graaf van Gudensberg (1155-1180)
- Frederik (1155-1229)
- Judith, gehuwd met Herman II van Ravensberg

Ten tijde van de heerschappij van Lodewijk II werd de Thüringse bevolking door de adel getiranniseerd en getreiterd. Hierdoor kwam de bevolking in opstand. Omdat hij deze opstand nogal hardhandig onderdrukte, kreeg hij de bijnaam de IJzere.
Lodewijk onderhield een levenslange vriendschap met zijn schoonbroer Frederik I Barbarossa, die in 1152 koning van Duitsland en in 1155 keizer van het Heilig Roomse Rijk werd. Lodewijk steunde Frederik in zijn conflicten met het huis Welf onder leiding van Hendrik de Leeuw en met de aartsbisschoppen van Mainz. Als landgraaf van Thüringen liet Lodewijk ook grote bouwwerken uitvoeren.
In 1170 nam hij samen met Frederik Barbarossa deel aan een veldtocht tegen Polen. Bij zijn terugkeer in Thüringen werd Lodewijk echter ernstig ziek en hij stierf in oktober 1172.